# Luxorianella isis
Luxorianella isis är en insektsart som först beskrevs av Rauno E. Linnavuori 1958.  Luxorianella isis ingår i släktet Luxorianella och familjen sporrstritar.
Artens utbredningsområde är Egypten. Inga underarter finns listade i Catalogue of Life.